# 北尾雄一郎
北尾 雄一郎（きたお ゆういちろう、1976年 - ）は日本のゲームクリエイター、ジェムドロップ株式会社代表取締役。

## 略歴
日本一ソフトウェアにてプログラマーとしてゲームの開発に関わる。『炎の料理人クッキングファイター好』をはじめ数本のゲーム制作に携わり、『マール王国の人形姫』にてメインプログラマーを務めたのを最後に退社。後に株式会社トライエースへ移籍。プログラムディレクターとして活躍後、2013年5月12日を以って退社。同5月にジェムドロップ株式会社を設立、以後代表取締役を務める。

## 作品
- マール王国の人形姫 - メインプログラマー
- スターオーシャンシリーズ
  - スターオーシャン Till the End of Time - バトルプログラマー
  - スターオーシャン セカンドストーリー R - プロデューサー、ディレクター
- ヴァルキリープロファイルシリーズ
  - ヴァルキリープロファイル - バトルプログラマー
  - ヴァルキリープロファイル2 シルメリア - バトルプログラマー
- エンド オブ エタニティ - リードプログラマー